# 1287
Високе Середньовіччя •  Реконкіста •  Ганза •  Монгольська імперія

## Геополітична ситуація
Андронік II Палеолог є імператором Візантійської імперії (до 1328), а Рудольф I королем Німеччини (до 1291). У Франції править Філіп IV Красивий (до 1314).
Апеннінський півострів розділений: північ належить Священній Римській імперії, середню частину займає Папська область, південь належить Неаполітанському королівству. Деякі міста півночі: Венеція, Піза, Генуя тощо, мають статус міст-республік.
Майже весь Піренейський півострів займають християнські Кастилія (Леон, Астурія, Галісія), Наварра, Арагонське королівство (Арагон, Барселона) та Португалія, під владою маврів залишилися тільки землі на самому півдні. Едуард I Довгоногий є королем Англії (до 1307), Вацлав II — Богемії (до 1305), а королем Данії — Ерік VI (до 1319).
Руські землі перебувають під владою Золотої Орди. Король Русі Лев Данилович править у Києві та Галичі (до 1301), Роман Михайлович Старий — у Чернігові (до 1288), Дмитро Олександрович Переяславський — у Володимиро-Суздальському князівстві (до 1294). На чолі королівства Угорщина стоїть Ласло IV Кун (до 1290). У Великопольщі княжить Пшемисл II (до 1296).
Монгольська імперія займає більшу частину Азії, але вона розділена на окремі улуси, що воюють між собою. У Китаї, зокрема, править монгольська династія Юань. У Єгипті владу утримують мамлюки. Невеликі території на Близькому Сході залишаються під владою хрестоносців. Мариніди правлять у Магрибі. Делійський султанат є наймогутнішою державою Північної Індії, а на півдні Індії панують держава Хойсалів та держава Пандья. В Японії триває період Камакура.
Цивілізація мая переживає посткласичний період. Почала зароджуватися цивілізація ацтеків.

## Події
- Ординці Тула-Буги та Ногая втретє спустошили Польщу, однак не змогли захопити Краків.
- Золоту Орду формально очолив Тула-Буга, але фактичним правителем був Ногай.
- На прибалтійських землях, завойованих Лівонським орденом, утворена держава Терра Маріана.
- Повінь Святої Люсії принесла десятки тисяч жертв у Нідерландах та Англії.
- Ріс ап Маредід підняв в Уельсі повстання проти англійців.
- Арагон відбив у маврів Менорку.
- Аристократія Арагонського королівства домоглася від короля Альфонсо III закону про гарантію своїх прав.
- Арагонський полководець Руджеро Лаурія завдав поразки флоту неаполітанського короля Карла II Анжуйського в Неаполітанській затоці.
- Французький король Філіп IV Красивий та арагонський король Альфонсо III за посередництва англійського короля Едуарда III Довгоногого досягли угоди щодо врегулювання питання Сицилійського та Неаполітанського королівств.
- Єгипетський султан Калаун захопив у хрестоносців місто Латакія.
- Делійський султанат очолив Муїз-уд-дін Кейкабад.
- Війська династії Юань захопили місто Паган, столицю однойменної держави на території сучасної М'янми.
- Монголи втретє напали на В'єтнам, спустошили країну, але не змогли взяти Ханой і повернулися в Китай.
- Монгольський хан Кайду сформував коаліцію проти великого хана Хубілая.